# Manfred Norbert Fisch

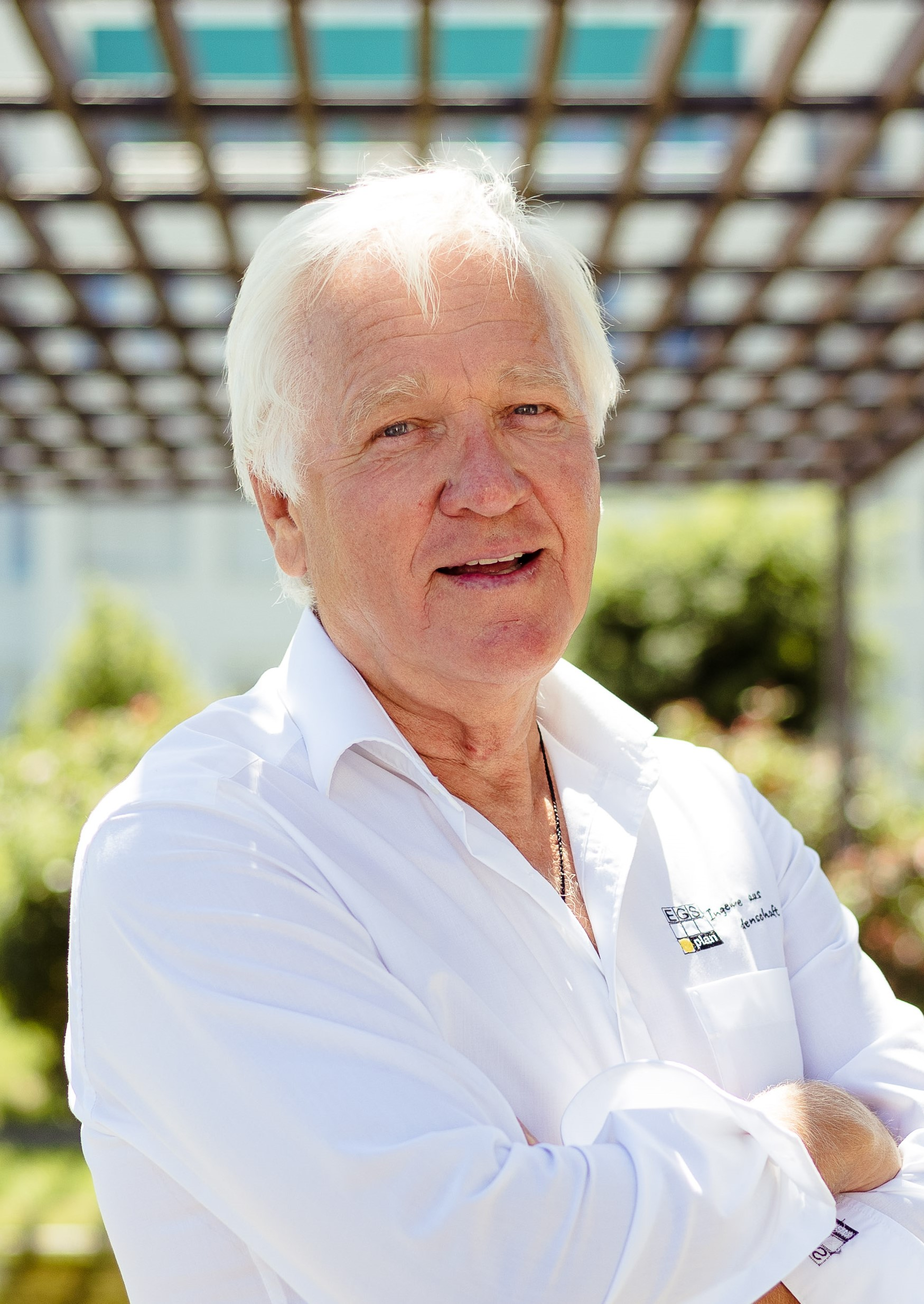
Manfred Norbert Fisch

Manfred Norbert Fisch (* 22. März 1951 in Friedberg) ist ein deutscher Maschinenbauingenieur mit dem Schwerpunkt Energietechnik, Unternehmer und ehemaliger Leiter des Instituts für Gebäude- und Solartechnik (IGS) der
Fakultät Architektur, Bauingenieurwesen und Umwelttechnik an der TU Braunschweig.

## Leben

### Beruflich
Fisch studierte von 1969 bis 1972 Maschinenbau an der FH Gießen und anschließend bis 1976 Maschinenbau mit dem Schwerpunkt Energietechnik an der Universität Stuttgart. 
Nach seiner Promotion 1984 übernahm er dort die Abteilungsleitung für Rationelle Energienutzung und Solartechnik. 1996 wurde er als Professor für Bauphysik und Gebäudetechnik an die TU Braunschweig berufen, wo er bis Ende 2019 das Institut für Gebäude- und Solartechnik (IGS) in der Fakultät für Architektur, Bauingenieurwesen und Umwelttechnik leitete. Im Jahr 2010 wurde er in den Wissenschaftlichen Beirat des Bundesamtes für Bauwesen und Raumordnung berufen.
1992 gründete er die Transsolar GmbH in Stuttgart. 1996 gründete er das Steinbeis-Transferzentrum Energie-, Gebäude- und Solartechnik (STZ-EGS) in Stuttgart, das er bis heute leitet. Im Jahr 2001 gründete er die EGS-plan Ingenieurgesellschaft für Energie-, Gebäude- und Solartechnik mbH als eigenständiges Ingenieurbüro und GmbH. Fisch war bis Ende 2021 Geschäftsführer von EGS-plan.  Im Jahr 2007 erweiterte er das Unternehmen um eine weitere Tochtergesellschaft, die EGS-plan International GmbH, Stuttgart, deren Geschäftsführer er ebenfalls ist. Daraus entstand unter seiner Leitung und Gründung das heute noch in Bangkok tätige Ingenieurbüro EGS-plan (Bangkok) Co., Ltd. Seit Januar 2022 ist Fisch als Generalbevollmächtigter bei EGS-plan tätig.
Im Laufe dieser Zeit gründete Fisch weitere Unternehmen und Ingenieurbüros, 2005 die energydesign braunschweig Ingenieurgesellschaft für energieeffiziente Gebäude mbH und 2010 die Synavision GmbH, an der er noch als Gesellschafter beteiligt ist. 2010 gründete er erneut ein Steinbeis-Forschungsunternehmen, das Steinbeis-Innovationszentrums Energie-, Gebäude- und Solartechnik, Stuttgart, das er auch leitete. 2015 gründete er in Braunschweig ein Pendant, das Steinbeis-Innovationszentrum E+, dessen Leitung er ebenfalls übernahm. 2021 folgte der Zusammenschluss der Steinbeis-Innovationszentren Braunschweig und Stuttgart und Fisch wurde Leiter des neu benannten Unternehmens Steinbeis-Innovationszentrum energieplus (SIZ energieplus).
Im März 2019 war Mitgründer der Green Hydrogen Esslingen GmbH, die speziell für das Pilotprojekt Klimaquartier Neue Weststadt, Esslingen gegründet wurde, und aus der Polarstern Erzeugungs GmbH, Norbert Fisch und den Stadtwerken Esslingen entstand. Zusammen investierten sie in das Stadtquartier in Esslingen am Neckar.
Am 14. November 2024 gründete er, zusammen mit den Wissenschaftlern und Hochschullehrern Dietmar Walberg, Werner Sobek, Elisabeth Endres und Dirk Hebel die Initiative „Praxispfad CO2-Reduktion im Gebäudesektor“.
 Neue Weststadt Esslingen 
Das Forschungsvorhaben „Klimaneutrales Stadtquartier – Neue Weststadt Esslingen“ ist ein nationales Leuchtturmprojekt und wird vom BMWi und BMBF gefördert. Mittels eines Elektrolyseurs kann vor Ort überschüssiger Ökostrom in „grünen Wasserstoff“ umgewandelt werden; dieser wird gespeichert und für das Quartier, eine emissionsfreie Mobilität sowie für die Industrie nutzbar gemacht. Das Stadtbauprojekt Neue Weststadt – Klimaquartier in Esslingen ist durch sein Energiekonzept einmalig in Deutschland. Bei der energetischen Versorgung des Quartiers sollen nahezu keine klimaschädlichen Emissionen wie CO2 verursacht und der Energieverbrauch ohne Komfortverlust reduziert sowie höchste Energieeffizienz ermöglicht werden.

### Privat
Manfred Norbert Fisch ist verheiratet und hat zwei Töchter. Er lebt im Leonberger Stadtteil Warmbronn.

## Auszeichnungen
- 2003: Deutscher Bauphysikpreis – Steinbeis Transferzentrum Energie-, Gebäude-, Solartechnik – verliehen vom Verlag Ernst & Sohn
- 2005: Auszeichnung Guter Bauten – EGS-plan Ingenieurgesellschaft für Energie-, Gebäude- und Solartechnik mbH – verliehen vom Bund Deutscher Architektinnen und Architekten BDA
- 2008: Deutscher Solarpreis für „Solares Bauen“ – Manfred Norbert Fisch, verliehen von Europäische Vereinigung für Erneuerbare Energien EUROSOLAR e. V
- 2011: Ökologia-Preis – Steinbeis Transferzentrum Energie-, Gebäude- und Solartechnik und EGS-Plan GmbH – verliehen von der Stiftung für Ökologie und Demokratie
- 2013: PROM des Jahres – EGS-plan international GmbH – verliehen von RWE AG
- 2019: Nominierung Energy Efficiency Awards – Green Hydrogen Esslingen – verliehen von der Deutschen Energie-Agentur GmbH (dena)
- 2019: Energy Awards – Green Hydrogen Esslingen – verliehen vom Handelsblatt
- 2019: Start Up-Gewinner – Green Hydrogen Esslingen – verliehen von der Deutschen Gesellschaft für Nachhaltiges Bauen – DGNB e. V.
- 2021: Löhn-Preis Transferpreis – Steinbeis-Innovationszentrum energieplus und Green Hydrogen Esslingen – verliehen von der Steinbeis-Stiftung
- 2022: Innovationspreis Reallabore Sonderpreis für Nachhaltigkeit – Steinbeis-Innovationszentrum energieplus und Green Hydrogen Esslingen – verliehen vom Bundesministerium für Wirtschaft und Klimaschutz
- 2023: ODH Quartieraward in der Kategorie Impact – EGS-plan Ingenieurgesellschaft für Energie-, Gebäude- und Solartechnik mbH, Steinbeis-Innovationszentrum energieplus und Green Hydrogen Esslingen – verliehen von der ODH Open District Hub e. V.

## Veröffentlichungen
- Klimaneutral Wohnen – Climate neutral living, M. N. Fisch, Thomas Wilken, M.Arch Sandra Wöhrer, Franziska Bockelmann, Sabrina Hennrich: M. N. Fisch, Leonberg 2019, ISBN     978-3-9820898-0-5
- Entwicklung einer Methodik zur Integralen Qualitätssicherung über den gesamten Gebäude-Lebenszyklus auf Basis der DIN V 18599. Abschlussbericht., M. N. Fisch, Marvin Koch, Lars Altendorf, Ann-Kristin Mühlbach, Stefan Plesser, Thomas Wilken: Fraunhofer IRB Verlag, Stuttgart 2015, ISBN 978-3-8167-9619-0
- Aktiv-Stadthaus. Entwicklungsgrundlage für städtische Mehrfamilienhäuser in Plus-Energie-Bauweise nach EU 2020 und zur Vorbereitung eines Demonstrativ-Bauvorhabens in Frankfurt am Main. Abschlussbericht. Entwicklungsgrundlage für städtische Mehrfamilienhäuser in Plus-Energie-Bauweise nach EU 2020 und zur Vorbereitung eines Demonstrativ-Bauvorhabens in Frankfurt am Main. Abschlussbericht., M. N. Fisch, Nathalie Jenner, Friederike Hassemer, Simone Idler, Christopher Mück, Tobias Nusser, Manfred Hegger, Kai Erlenkämper, Joost Hartwig, Andreas Wiege, Simon Gehrmann, Boris Mahler: Fraunhofer IRB Verlag, Stuttgart 2013, ISBN 978-3-8167-8999-4
- Netto-Plusenergie-Gebäude mit Stromlastmanagement und Elektro-Mobilität. Abschlussbericht. M. N. Fisch, Thomas Wilken, Franziska Bockelmann, Christina Stähr: Fraunhofer IRB Verlag, Stuttgart 2013, ISBN 978-3-8167-8999-4
- EnergiePLUS: Gebäude- und Quartier als erneuerbare Energiequelle, M. N. Fisch, Thomas Wilken, Christina Stähr: M. N. Fisch, Stuttgart 2012, ISBN 978-3-000391-67-5
- Erdwärme für Bürogebäude nutzen, M. N. Fisch, Herdis Kipry, Franziska Bockelmann: Fraunhofer IRB Verlag, Stuttgart 2012, ISBN 978-3-8167-8325-1
- Analyse und Bewertung von Atrien in Bürogebäuden. Abschlussbericht., M. N. Fisch, Mani Zargari: Fraunhofer IRB Verlag, Stuttgart 2011, ISBN 978-3-816785-15-6
- Wärmespeicher, M. N. Fisch, Michael Bodmann, Lars Kühl, Christian Saße, Herdis Schnürer: Solarpraxis, Berlin 2005, ISBN 978-3-934595-54-5
- Solarstadt: Konzepte – Technologien – Projekte, M. N. Fisch, Bruno Möws, Jürgen Zieger:  Kohlhammer, Stuttgart 2001, ISBN 978-3-17-015418-6.
- Wärmespeicher, M. N. Fisch, Rainer Kübler: TÜV Media GmbH, Köln 1998, ISBN 978-3-82-490442-6
- Systemuntersuchungen zur Nutzung der Sonnenenergie bei der Beheizung von Wohngebäuden mit Luft als Wärmeträger., M. N. Fisch: Dissertation Universität Stuttgart, DKV, Stuttgart 1984, ISBN 3-922429-10-6.